# Diplosporia

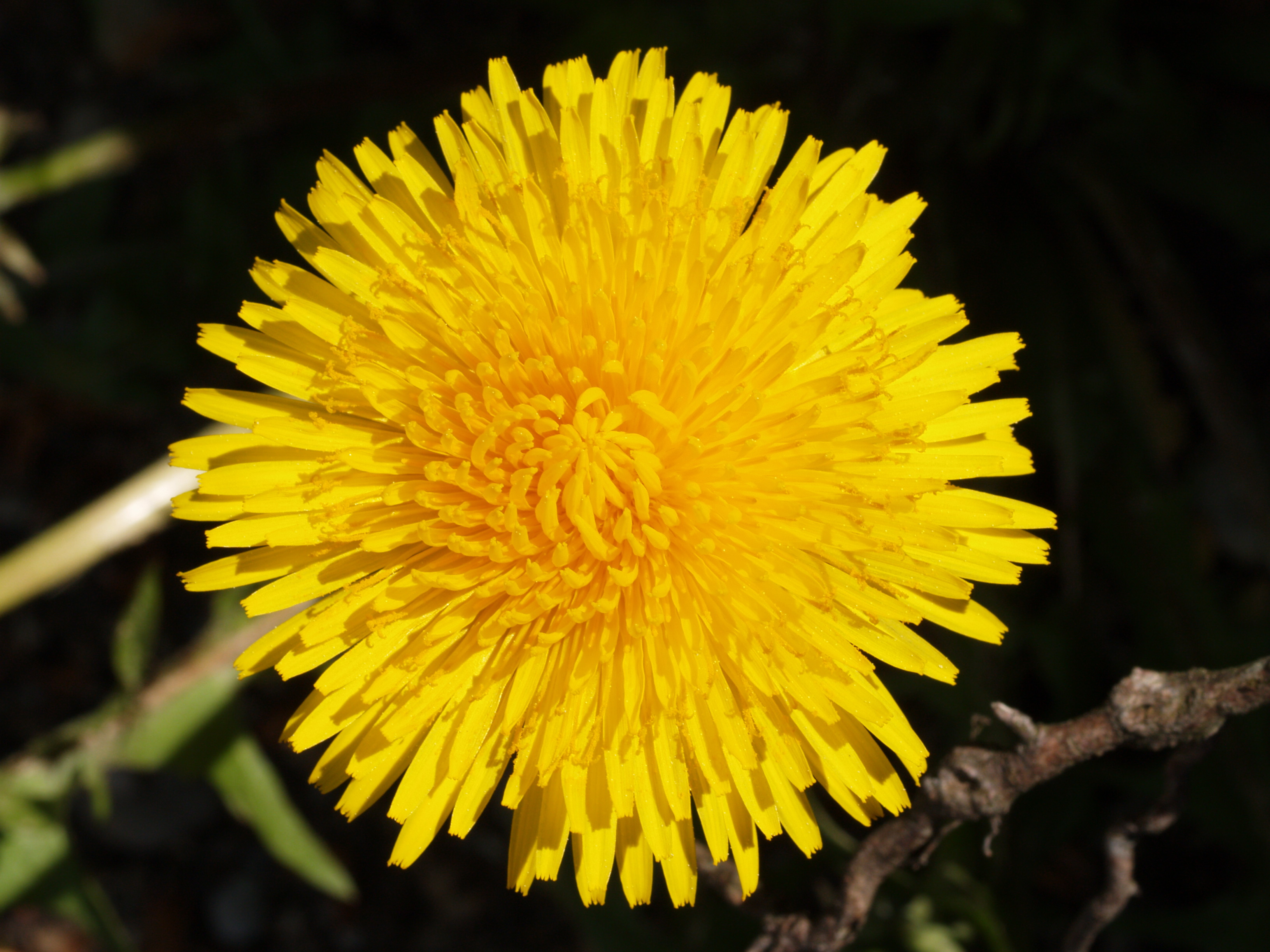
La diplosporia es uno de los mecanismos de apomixis frecuentes en las compuestas. En la imagen, la inflorescencia de Taraxacum officinale, las plantas triploides de esta especie se reproducen por diplosporia.

En botánica, la diplosporia es un proceso de formación asexual de semillas o apomixis en el que el embrión procede de un saco embrionario no reducido, es decir, que posee el mismo número cromosómico que la planta que le dio origen. A diferencia de la aposporia, en la que el saco embrionario tiene su origen en una célula somática de la nucela, en las plantas diplospóricas el gametofito femenino se origina de la célula madre de la megaspora a través de una división celular similar a una mitosis (diplosporia mitótica, como por ejemplo en Tripsacum dactyloides) o a través de una meiosis modificada (diplosporia meiótica, com es el caso en Erigeron annuus).
Los sacos embrionarios diplospóricos contienen un gameto femenino no reducido, la oósfera, a partir de la cual se desarrolla directamente el embrión por partenogénesis sin que exista doble fecundación (diplosporia autónoma) o bien, el desarrollo del endosperma y, por ende de la semilla, necesita de la fecundación de los núcleos polares (pseudogamia) . Mientras en el proceso sexual la reducción del número cromosómico durante la meiosis se complementa con la fecundación que restaura el nivel de ploidía diploide, en la diplosporia la ausencia de reducción se complementa con la partenogénesis.